# Fed Cup 2016 Zona Euro-Africana Gruppo I - Pool A
Il Pool A della Zona Euro-Africana Gruppo I nella Fed Cup 2016 è uno dei due pool (gironi) in cui è suddiviso il Gruppo I della zona Euro-Africana. Tre squadre si sono scontrate nel formato round robin. (vedi anche Pool B, Pool C, Pool D)
|   | Pool A           | Ucraina (bandiera) | Portogallo (bandiera) | Svezia (bandiera) |
| 1 | Ucraina (2-0)    |                    | 3-0                   | 3-0               |
| 2 | Portogallo (1-1) | 0-3                |                       | 2-1               |
| 3 | Svezia (0-2)     | 0-3                | 1-2                   |                   |

## Primo giorno
| Ucraina 3 | Municipal Tennis Centre, Eilat, Israele 3 febbraio 2016 Cemento | Municipal Tennis Centre, Eilat, Israele 3 febbraio 2016 Cemento           | Portogallo 0 |     |   |  |
| \| \| \| \| 1 \| 2 \| 3 \| \| \| - \| \| ------------------------------------------------------------------------- \| --- \| --- \| - \| \| \| 1 \| \| Kateryna Bondarenko Maria João Koehler \| 6 4 \| 6 2 \| \| \| \| 2 \| \| Lesja Curenko Michelle Larcher de Brito \| 6 2 \| 6 3 \| \| \| \| 3 \| \| Kateryna Bondarenko / Olga Savchuk Michelle Larcher de Brito / Inês Murta \| 6 2 \| 6 2 \| \| \| |                                                                 |                                                                           |              |     |   |  |
| |                                                                 |                                                                           | 1            | 2   | 3 |  |
| 1 | Ucraina (bandiera) · Portogallo (bandiera)                      | Kateryna Bondarenko Maria João Koehler                                    | 6 4          | 6 2 |   |  |
| 2 | Ucraina (bandiera) · Portogallo (bandiera)                      | Lesja Curenko Michelle Larcher de Brito                                   | 6 2          | 6 3 |   |  |
| 3 | Ucraina (bandiera) · Portogallo (bandiera)                      | Kateryna Bondarenko / Olga Savchuk Michelle Larcher de Brito / Inês Murta | 6 2          | 6 2 |   |  |

## Secondo giorno
| Svezia 1 | Municipal Tennis Centre, Eilat, Israele 4 febbraio 2016 Cemento | Municipal Tennis Centre, Eilat, Israele 4 febbraio 2016 Cemento                   | Portogallo 2 |     |   |  |
| \| \| \| \| 1 \| 2 \| 3 \| \| \| - \| \| --------------------------------------------------------------------------------- \| ---- \| --- \| - \| \| \| 1 \| \| Susanne Celik Maria João Koehler \| 3 6 \| 4 6 \| \| \| \| 2 \| \| Rebecca Peterson Michelle Larcher de Brito \| 7 65 \| 6 4 \| \| \| \| 3 \| \| Cornelia Lister / Rebecca Peterson Maria João Koehler / Michelle Larcher de Brito \| 3 6 \| 3 6 \| \| \| |                                                                 |                                                                                   |              |     |   |  |
| |                                                                 |                                                                                   | 1            | 2   | 3 |  |
| 1 | Svezia (bandiera) · Portogallo (bandiera)                       | Susanne Celik Maria João Koehler                                                  | 3 6          | 4 6 |   |  |
| 2 | Svezia (bandiera) · Portogallo (bandiera)                       | Rebecca Peterson Michelle Larcher de Brito                                        | 7 65         | 6 4 |   |  |
| 3 | Svezia (bandiera) · Portogallo (bandiera)                       | Cornelia Lister / Rebecca Peterson Maria João Koehler / Michelle Larcher de Brito | 3 6          | 3 6 |   |  |

## Terzo giorno
| Svezia 0 | Municipal Tennis Centre, Eilat, Israele 5 febbraio 2016 Cemento | Municipal Tennis Centre, Eilat, Israele 5 febbraio 2016 Cemento             | Ucraina 3 |     |     |  |
| \| \| \| \| 1 \| 2 \| 3 \| \| \| - \| \| --------------------------------------------------------------------------- \| --- \| --- \| --- \| \| \| 1 \| \| Susanne Celik Kateryna Bondarenko \| 1 6 \| 3 6 \| \| \| \| 2 \| \| Rebecca Peterson Lesja Curenko \| 6 1 \| 2 6 \| 0 6 \| \| \| 3 \| \| Jacqueline Cabaj Awad / Cornelia Lister Olga Savchuk / Anastasiya Vasylyeva \| 2 6 \| 4 6 \| \| \| |                                                                 |                                                                             |           |     |     |  |
| |                                                                 |                                                                             | 1         | 2   | 3   |  |
| 1 | Svezia (bandiera) · Ucraina (bandiera)                          | Susanne Celik Kateryna Bondarenko                                           | 1 6       | 3 6 |     |  |
| 2 | Svezia (bandiera) · Ucraina (bandiera)                          | Rebecca Peterson Lesja Curenko                                              | 6 1       | 2 6 | 0 6 |  |
| 3 | Svezia (bandiera) · Ucraina (bandiera)                          | Jacqueline Cabaj Awad / Cornelia Lister Olga Savchuk / Anastasiya Vasylyeva | 2 6       | 4 6 |     |  |

## Verdetti
- Ucraina ammessa agli spareggi contro la prima del Pool C per un posto agli spareggi per il Gruppo Mondiale II.
- Svezia al playout per evitare la retrocessione contro l'ultima del Pool C.